# Gueugnon
Gueugnon je francouzská obec v departementu Saône-et-Loire v regionu Burgundsko-Franche-Comté. V roce 2013 zde žilo 7 367 obyvatel.

## Poloha obce
Obec leží na řece Arroux. Sousední obce jsou: Clessy, Curdin, La Chapelle-au-Mans, Chassy, Marly-sur-Arroux, Rigny-sur-Arroux a Vendenesse-sur-Arroux.

## Vývoj počtu obyvatel
Počet obyvatel